# Ezosciadium capense
Ezosciadium capense là một loài thực vật có hoa trong họ Hoa tán. Loài này được (Eckl. & Zeyh.) B.L.Burtt mô tả khoa học đầu tiên năm 1991.